# John Bockris
Bernhardt Patrick John O'Mara Bockris (n. 5 ianuarie 1923, la Johannesburg – d. 7 iulie 2013) este un electrochimist britanic.
Bockris este cel mai bine cunoscut pentru contribuțiile în electrochimie (ionica si electrodica, solvatarea ionilor), fotoelectrochimie și bioelectrochimie, chimia mediului.  A introdus conceptul economia hidrogenului (1971-prezent), și a efectuat cercetări asupra reacțiilor nucleare cunoscute a fi efectuate în soluții apoase (1989-1997).